# Шигоны (сельское поселение Пионерский)
Шигоны — железнодорожная станция в Шигонском районе Самарской области. Входит в состав сельского поселения Пионерский.

## География
Станция находится на железнодорожной линии Ульяновск — Сызрань, на расстоянии примерно 5 км (по прямой) к юго-западу от села Шигоны, административного центра района.

## Население
| 2010 |
| ---- |
| 33   |

### Национальный состав
Согласно результатам переписи 2002 года, в национальной структуре населения русские составляли 71 % из 31 чел.